# 天主教扬州宗座监牧区
天主教扬州监牧区（拉丁文：Apostolica Praefectura Yangchovensis）是天主教在中国江苏省北部设立的一个宗座监牧区。
1949年6月9日，罗马教廷在上海代牧区的苏北部分分设2个监牧区：海州监牧区和扬州监牧区。扬州监牧区包括里运河沿线的扬州、高邮、宝应和淮安等地，由美国加利福尼亚耶稣会管理。监牧区内教堂包括揚州耶穌聖心主教座堂、仙女廟聖母始胎堂、邵伯聖依納爵堂、儀征聖保祿堂、高郵聖母始胎堂、臨澤童貞聖母堂等。

## 教长
- 费济时（Eugene Fahy, S.J. ），美国耶稣会士  1951年2月9日任命，同年8月18日被驱逐出中国大陆[1] ，随后去台湾新竹，创立新竹圣母圣心主教座堂，1983年去世